# Fovea

Schematisk bild över ögat med fovea längst ner.

Fovea eller centralgropen (Fovea centralis) (latin fovea 'grop', 'grav') är en fördjupning i gula fläcken (eller makula, latin macula lutea) på näthinnan och platsen för ögats detaljcentrerade seende. I fovean sitter tapparna mycket tätt och fördjupningen gör också näthinnan tunnare här än i resten av ögat. Hos människan är fovean rund, men en del djur har istället en horisontellt formad fovea vilket gör att deras detaljseende fungerar bra längs med horisonten. Många fåglar har två foveor som även innehåller många fler tappar och som därmed ger en skarpare syn.